# Šidélko brvonohé
Šidélko brvonohé (Platycnemis pennipes) je druh hmyzu z čeledi šidélkovití vyskytujícího se od Evropy přes Blízký východ až po Sibiř. Létá nejčastěji od konce května do poloviny srpna.

## Popis

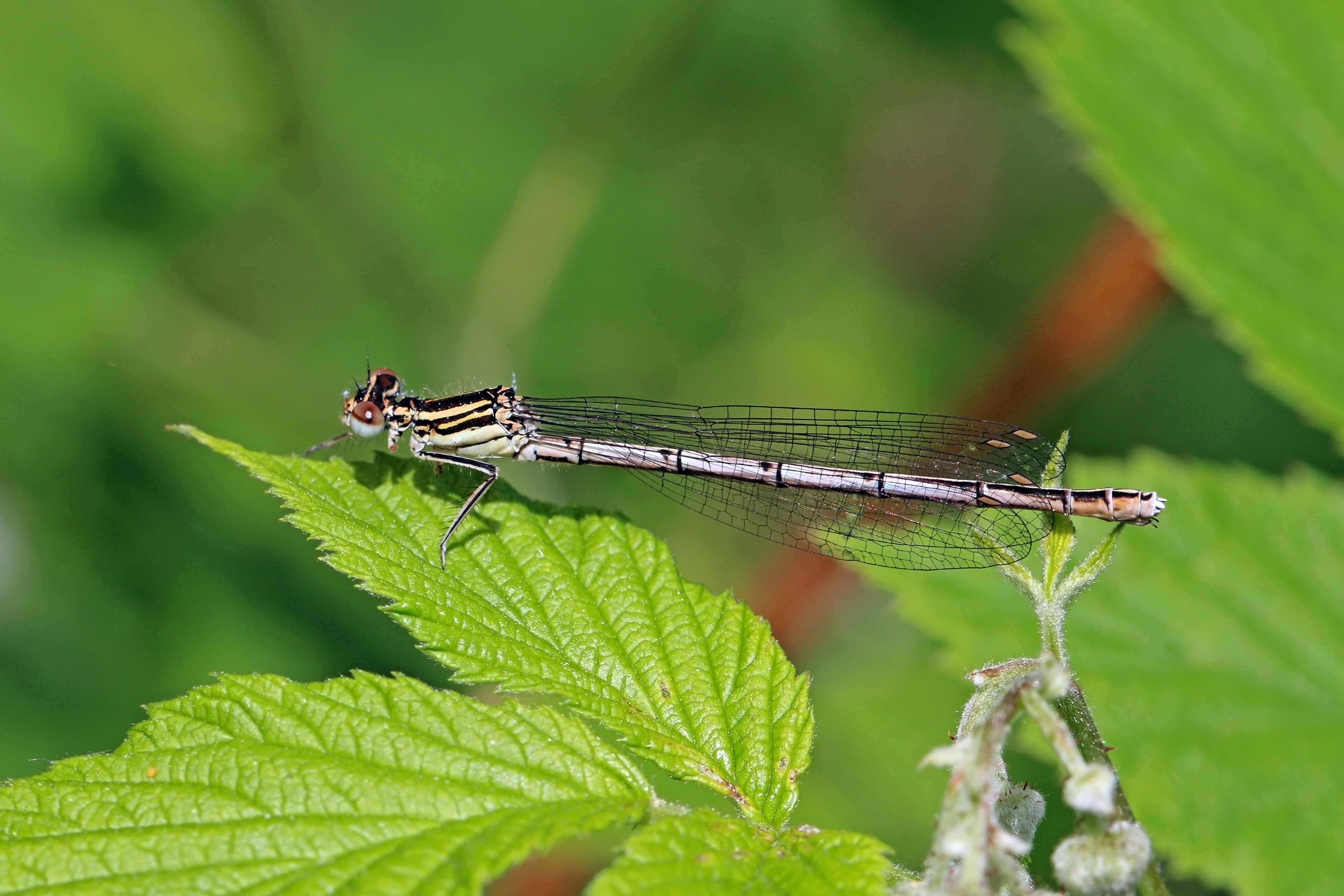
Mladá samička

Barva těla šidélka brvonohého bývá většinou modrá, u samiček žlutohnědá nebo smetanová, obě pohlaví mají na zadečku podélné černé skvrny. Kovový lesk chybí. Délka těla se pohybuje kolem 36 mm. Druhý a třetí pár končetin (holeně) jsou rozšířené, bílé a obrvené. Spolehlivým odlišovacím znakem jsou také diskoidální políčka, které mají u šidélka brvonohého tvar obdélníku, ostatní šidélka je mívají ve tvaru trojúhelníku či lichoběžníku. Plamky na křídlech jsou u samců zbarveny do hněda a u samic do žlutohněda.

## Výskyt

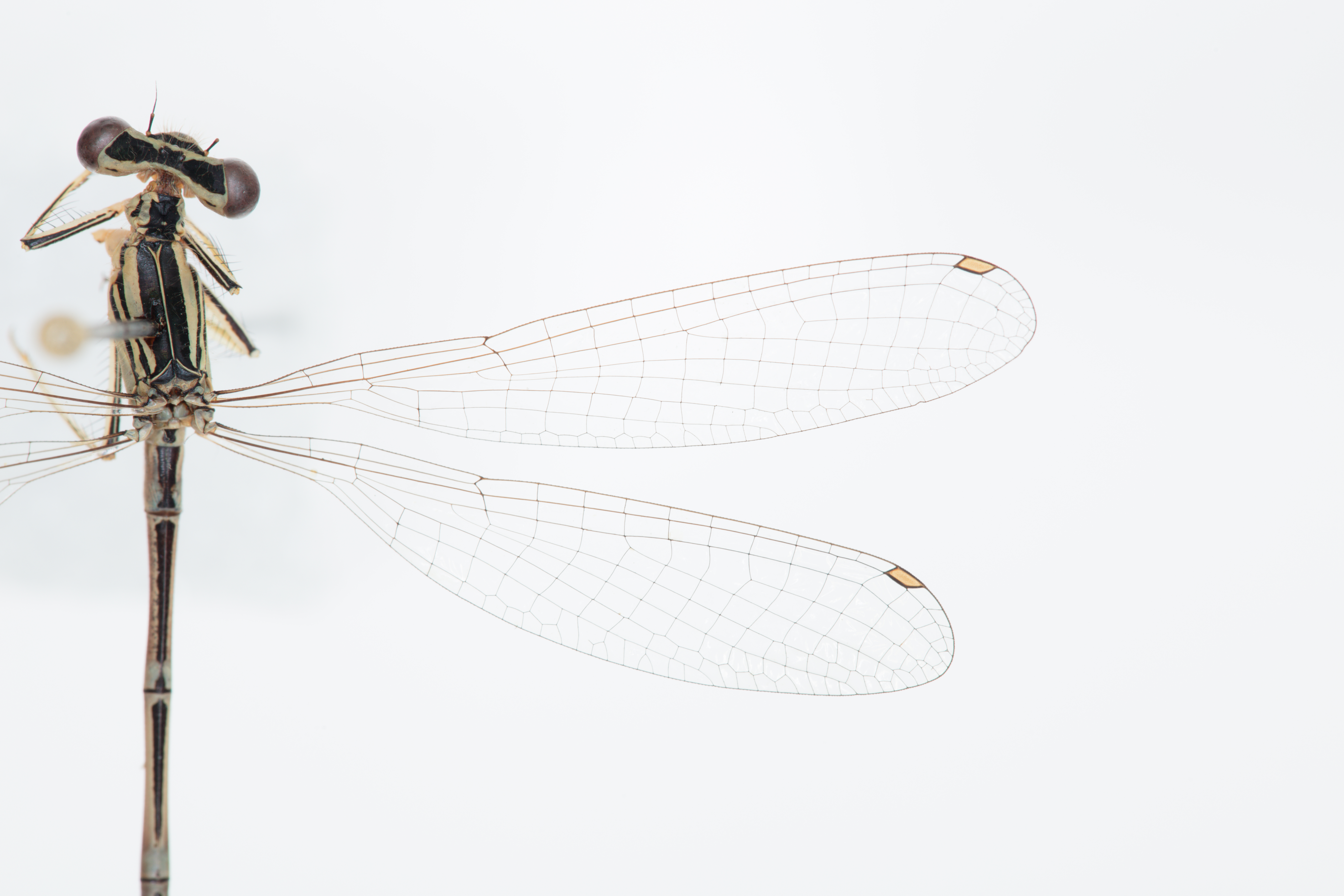
Křídla samičky – diskoidální políčka a plamky

Šidélko brvonohé se vyskytuje téměř v celé Evropě (zcela chybí na Iberském poloostrově a většině ostrovech ve Středozemním moři, dále chybí v severních částech Skandinávie, Irska a Velké Británie), na Blízkém východě a na Sibiři až po řeku Jenisej. Preferuje jak stojaté, tak i tekoucí vody, a to nejčastěji do nadmořské výšky 500 m n. m. Obývá údolí řek, rybníky i tůně. V Česku se šidélko brvonohé řadí k běžným druhům, vytváří početné populace po celém území s výjimkou horských oblastí.

## Poddruhy
Šidélko brvonohé má 2 poddruhy:
- Platycnemis pennipes ssp. nitidula
- Platycnemis pennipes ssp. pennipes